# De Silo (Zoetermeer)

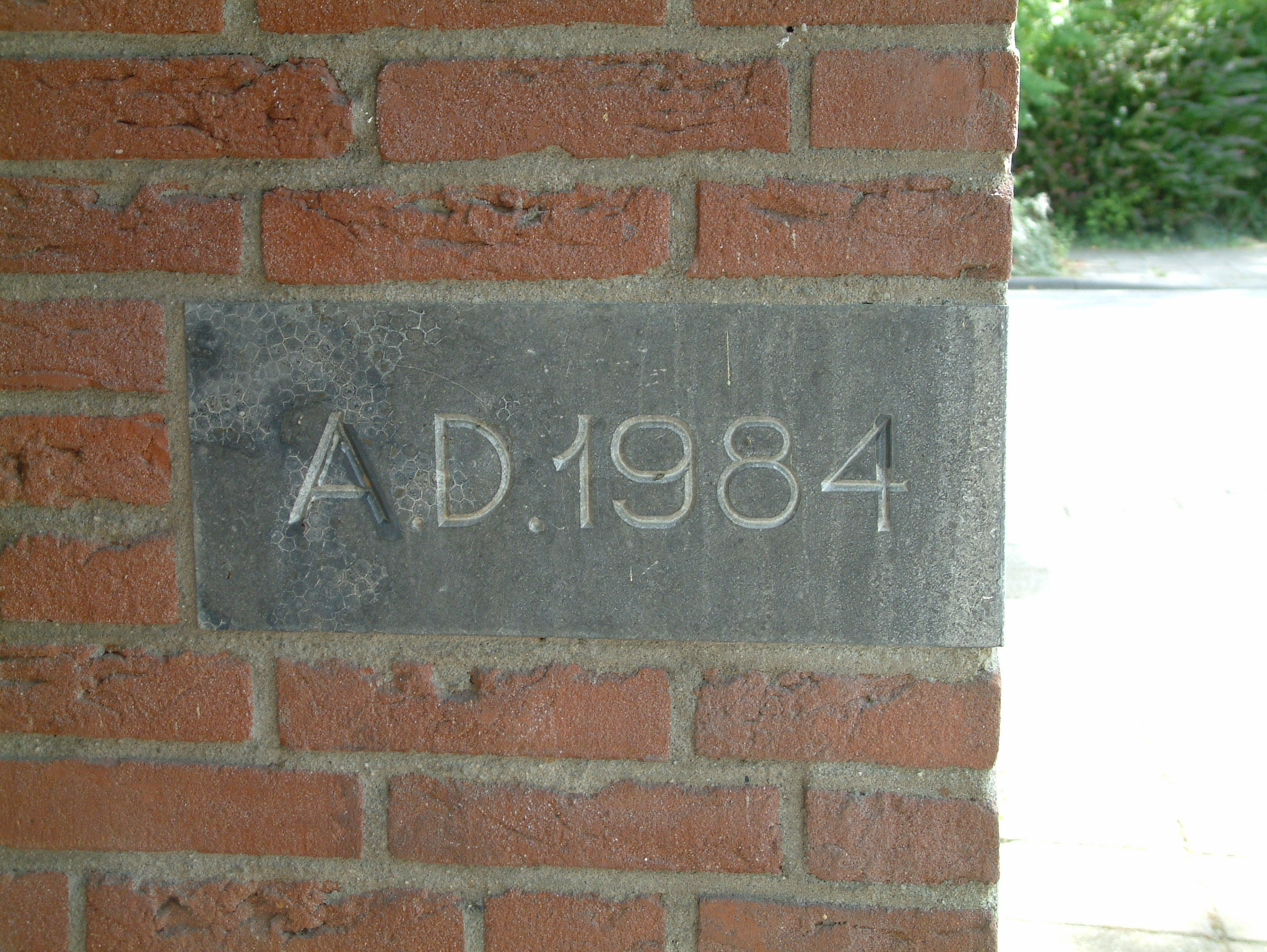
De eerste steen is uitgevoerd als hoeksteen

De Silo is de naam van een kerkgebouw op de hoek van de Kadelaan en de Turfschipkade in de wijk De Leyens in de Nederlandse stad Zoetermeer. Het gebouw is ontworpen door architect J. Potkamp en werd in 1984 in gebruik genomen onder de naam De Hoeksteen door de Samenwerkingsgemeente van de Christelijke Gereformeerde Kerk en de Nederlands Gereformeerde Kerk, vanaf het centrum als laatste van de rij kerken langs de oude Broekweg. 
Het godshuis wordt sinds 1 november 2007 gebruikt door Harvest Ministries, een nieuwe jonge christelijke beweging. Die heeft de Hoeksteen omgedoopt in De Silo. De naam Silo staat symbool als opslagplaats voor de oogst die wordt binnengehaald. Harvest Ministries heeft als visie dan ook elke stad, elke taal, elke natie voor Koning Jezus, de Gezalfde.
Harvest is een kerkgenootschap dat is georganiseerd rond celgroepen. Dit zijn groepen van mensen die op verschillende momenten en plaatsen bij elkaar komen en daarbij onder gelijke noemer toch ook verschillende doelen kunnen nastreven.

## Roulatie
De Samenwerkingsgemeente heeft een nieuw onderdak gevonden in De Lichtzijde, de voormalige Uitkijk aan de Broekwegzijde in De Leyens.